# Heinrich Ahrens (Philosoph)
Heinrich Ahrens (vollständiger Name: Julius Heinrich Ahrens) (* 14. Juli 1808 in Kniestedt bei Salzgitter; † 2. August 1874 in Salzgitter) war ein deutscher Rechtsphilosoph und Königlich Sächsischer Hofrat.

## Leben und Wirken
Ahrens war der Sohn des Gutsverwalters Karl Heinrich Ahrens und dessen Ehefrau Lucie Christiane Huth. Er besuchte die Große Schule in Wolfenbüttel und begann anschließend an der Georg-August-Universität Göttingen zu studieren, wo er 1828 der ortsansässigen Burschenschaft beitrat. Vorbild wurde ihm sein Lehrer Karl Christian Friedrich Krause. Bei diesem wurde Ahrens 1830 mit seiner Schrift „De confoederatione germanica“ zum Dr. jur. promoviert. Auf der Basis der Thesen Krauses versuchte Ahrens, ein eigenständiges sozialpolitisch durchdrungenes Naturrecht zu entwickeln, welches er dem kantianischen geprägten Vernunftrecht der Aufklärung gegenüberzustellen versuchte. Eine nachhaltige Wirkung seiner Arbeit blieb Ahrens aufgrund unklarer Grundlagen letztlich versagt, obschon er in Frankreich, Spanien und einigen Ländern Südamerikas bereits zu Lebzeiten sehr bekannt wurde.
Der politischen Brisanz dieser Arbeit wegen konnte Ahrens aber auf keine Anstellung im öffentlichen Dienst hoffen; der Bundestag sah in Ahrens einen „Aufwiegler“. Da Ahrens im Januar 1831 zusammen mit seinen Kollegen, den Juristen Johann Ernst Arminius von Rauschenplat und Carl Wilhelm Theodor Schuster die Göttinger Revolution auslöste, schien die Warnung fast prophetisch. Er ist im Schwarzen Buch der Frankfurter Bundeszentralbehörde (Eintrag Nr. 8) eingetragen. Da er steckbrieflich gesucht wurde flüchtete Ahrens zusammen mit Rauschenplat nach Brüssel und später nach Paris. Dort verdiente er sich ab 1833 seinen Lebensunterhalt mit Vorträgen und Vorlesungen über Die Deutsche Philosophie seit Kant. Bereits ein Jahr später nahm er einen Ruf als außerordentlicher Professor für Philosophie an die Universität in Brüssel an.
Im Zuge der politischen Ereignisse der Märzrevolution konnte Ahrens 1848 wieder nach Deutschland zurückkehren. Vom neunten hannoverschen Wahlkreis in Holle wurde er als Abgeordneter in die Frankfurter Nationalversammlung gewählt. Dort war er Mitglied der Fraktion Westendhall. Zusätzlich arbeitete er im Ausschuß für den Entwurf der Reichsverfassung und dem Großdeutschen Verfassungsausschuß.
Zwei Jahre später ging Ahrens als Professor der philosophischen Rechts- und Staatswissenschaft an die Karl-Franzens-Universität Graz. 1859 übernahm er eine Professur für praktische Philosophie und Politik an der Universität Leipzig. Als Vertreter der Leipziger Universität war er 1863/64 Abgeordneter der I. Kammer des Sächsischen Landtags.
Um 1873 legte Ahrens alle seine Ämter nieder und zog sich ins Privatleben zurück. Er ließ sich wieder in Salzgitter nieder und starb dort im Alter von 66 Jahren.

## Auszeichnungen
- Ritter des Königlich Sächsischer Verdienstordens
- Ritter des Kaiserlich Russischen Sankt-Stanislaus-Ordens 2. Klasse[6]

## Werke (Auswahl)
- Cours de droit naturel. Paris 1839.
- Organische Staatslehre auf philosophisch-anthropologischer Grundlage. Wien 1850 (sein unvollendetes Hauptwerk).
- Fichte’s politische Lehre in ihrer wissenschaftlichen, culturgeschichtlichen und allgemeinen nationalen Bedeutung. Festrede zur Fichtefeier an der Universität Leipzig. Veit, Leipzig 1862, urn:nbn:de:hbz:061:1-75330.
- Das Naturrecht oder die Rechtsphilosophie nach dem gegenwärtigen Zustand dieser Wissenschaft in Deutschland. 2 Bände. 6. Aufl. Wien 1870–1871.
- Juristische Encyklopädie. Wien 1855–1857 (eine organische Darstellung der Rechts- und Staatswissenschaft).
- De confoederatione Germanicae. Göttingen 1830 (Habilitationsschrift).